# 29 Bataljon Logistiek

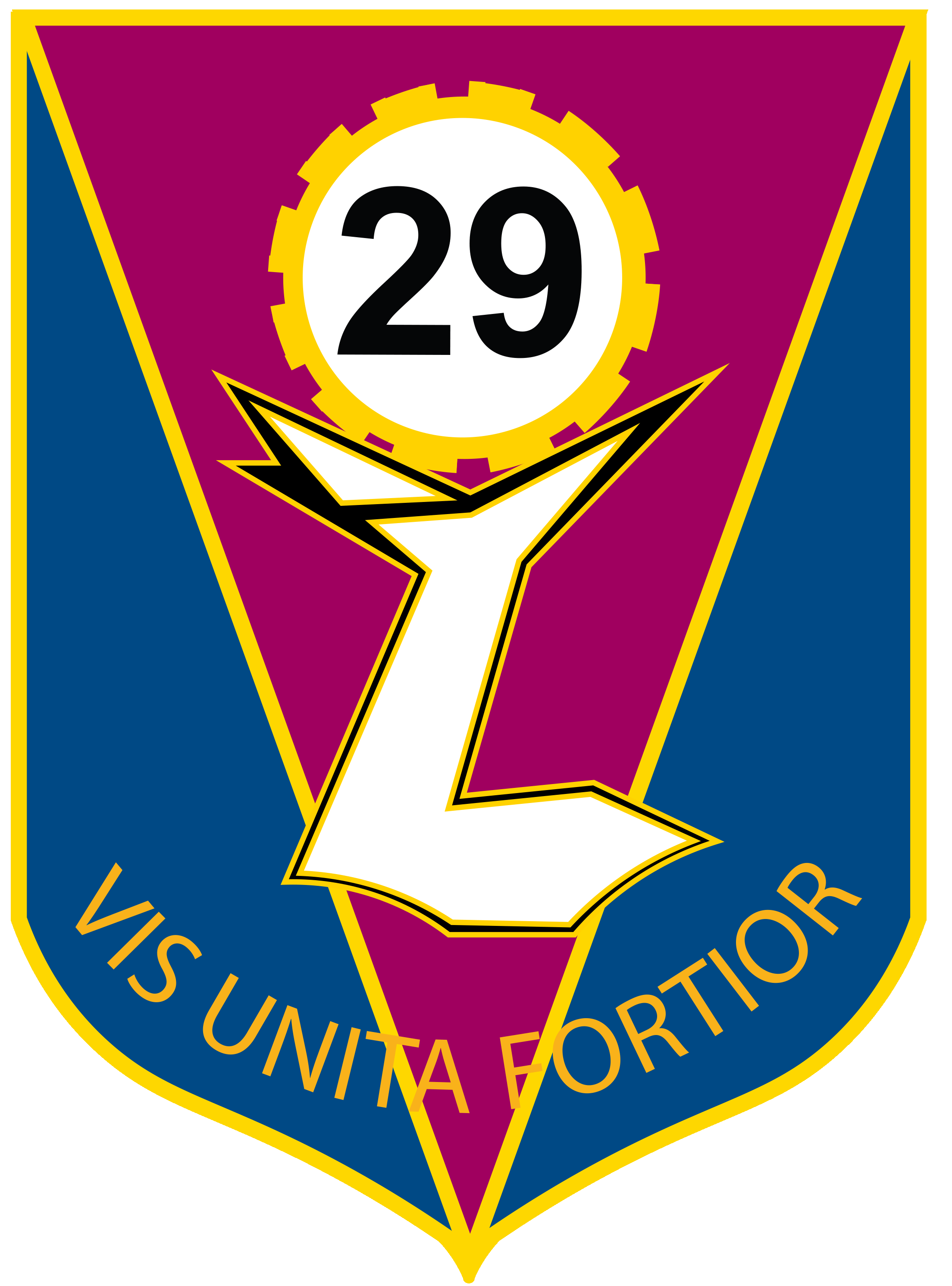

Het 29 Bataljon Logistiek (29 Bn Log) is een Belgische militaire eenheid. Het Bataljon levert logistieke steun aan eenheden zoals het 3e Bataljon Parachutisten in Tielen, het 11e Bataljon Genie in Burcht, het Bataljon Artillerie in Brasschaat en verschillende kleinere eenheden van de Defensie van België. Naast steun aan binnenlandse operaties (Hulp aan de Natie) is het 29 Bataljon Logistiek ook actief in buitenlandse operaties in Roemenië  en Litouwen. Het bataljon is het competentiecentrum voor munitie, voor brandstoffen voor landtoepassingen en beschikt tevens over een belangrijke transportcapaciteit (inclusief zwaar transport). De logistieke steun situeert zich vooral in het domein van materieel, ravitaillering en diensten, transport en munitie. Het 29 Bataljon Logistiek is het grootste logistieke bataljon en tevens het enige tweetalige logistieke bataljon binnen de Landcomponent van Defensie. 

## Organisatie
Het 29 Bataljon Logistiek staat sinds 08 oktober 2024 onder het bevel van Luitenant-kolonel Stafbrevethouder Michael DRUGDA. Verder is Adjudant-majoor Dave BEKERS Korpsadjudant en 1e Korporaal-chef David PONNET de Korpskorporaal.
Op dinsdag 8 oktober 2024 vond op de Grote Markt van peterstad Herentals de bevelsoverdracht over het 29 Bataljon Logistiek plaats. Luitenant-kolonel Stafbrevethouder Miguel CONSTANDT gaf er het bevel over aan Luitenant-kolonel Stafbrevethouder Michael DRUGDA.
Het bataljon is voornamelijk gehuisvest op twee locaties: het kwartier Den Troon in de Antwerpse gemeente Grobbendonk en in de Luxemburgse gemeente Bertrix. Verder maken ook de regionale munitiedepots deel uit van het bataljon. 
Verschillende compagnies binnen de schoot van het bataljon hebben elk hun specifieke taken. De huidige samenstelling is als volgt:
- Compagnie Staf en Diensten in Grobbendonk
- 10de Compagnie Ravitaillering en Transport in Grobbendonk
- 230ste Compagnie Materieel in Grobbendonk
- 260 Compagnie munitie in Bertrix

## Geschiedenis
Het 29 Bataljon Logistiek is op 1 januari 1971 ontstaan uit de fusie van het 21 Bataljon Ordonnance en het 29 Bataljon Ordonnance wiens vaandel werd overgenomen. In Propsteierwald (Duitsland) vormde het bataljon een belangrijke schakel voor het rollend materieel naar de eenheden van het 1 BE Corps. De stad Herentals was de peterstad van het 21 Bataljon en aanvaardde de verderzetting van het peterschap met het 29 Bataljon Logistiek. In het kader van de herstructurering van de krijgsmacht in september 1995, verhuisden de Staf en de Staf Compagnie naar het “Kwartier Medisch Majoor De Bongnie” te Doornik. De 230 Compagnie Materieel verhuisde naar haar huidige locatie in Grobbendonk. Als gevolg van de herstructurering van de Defensie van België in 2001, werd het 29 Bataljon Logistiek hervormd tot het 29 Bataljon Logistiek Generale Steun, met als thuisbasis het Kwartier Den Troon te Grobbendonk.